# Broxbourne (plaats)
Broxbourne is een plaats in het district Broxbourne, in het Engelse graafschap Hertfordshire. De plaats ligt aan de rivier de Lea. In 2011 telde Broxbourne 15.303 inwoners.
In Broxbourne werd tijdens de Olympische Zomerspelen 2012, binnen de sport kanovaren het onderdeel kanoslalom georganiseerd. 

## Geboren
- Elizabeth Maconchy (1907-1994), componiste
- James Warwick (1947), acteur en regisseur
- Catherine Bearder (1949), politica